# Castello Sforzesco

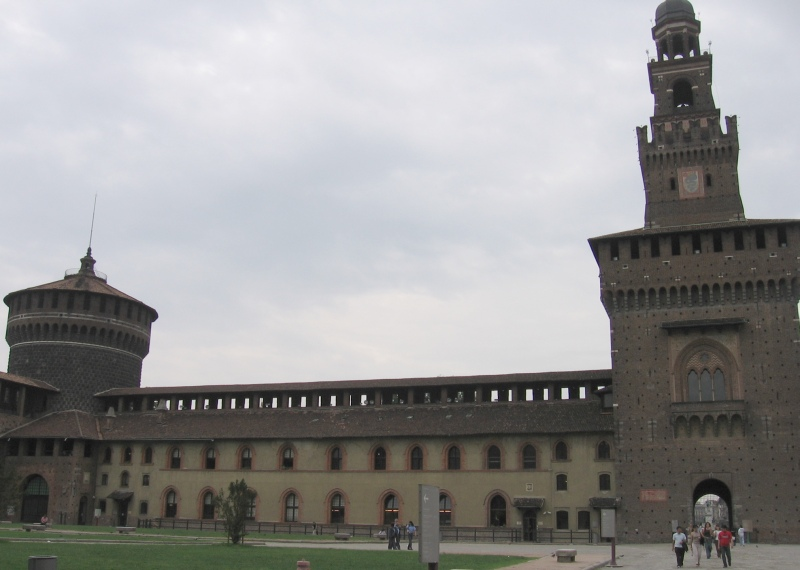
A Castello Sforzesco belső udvara

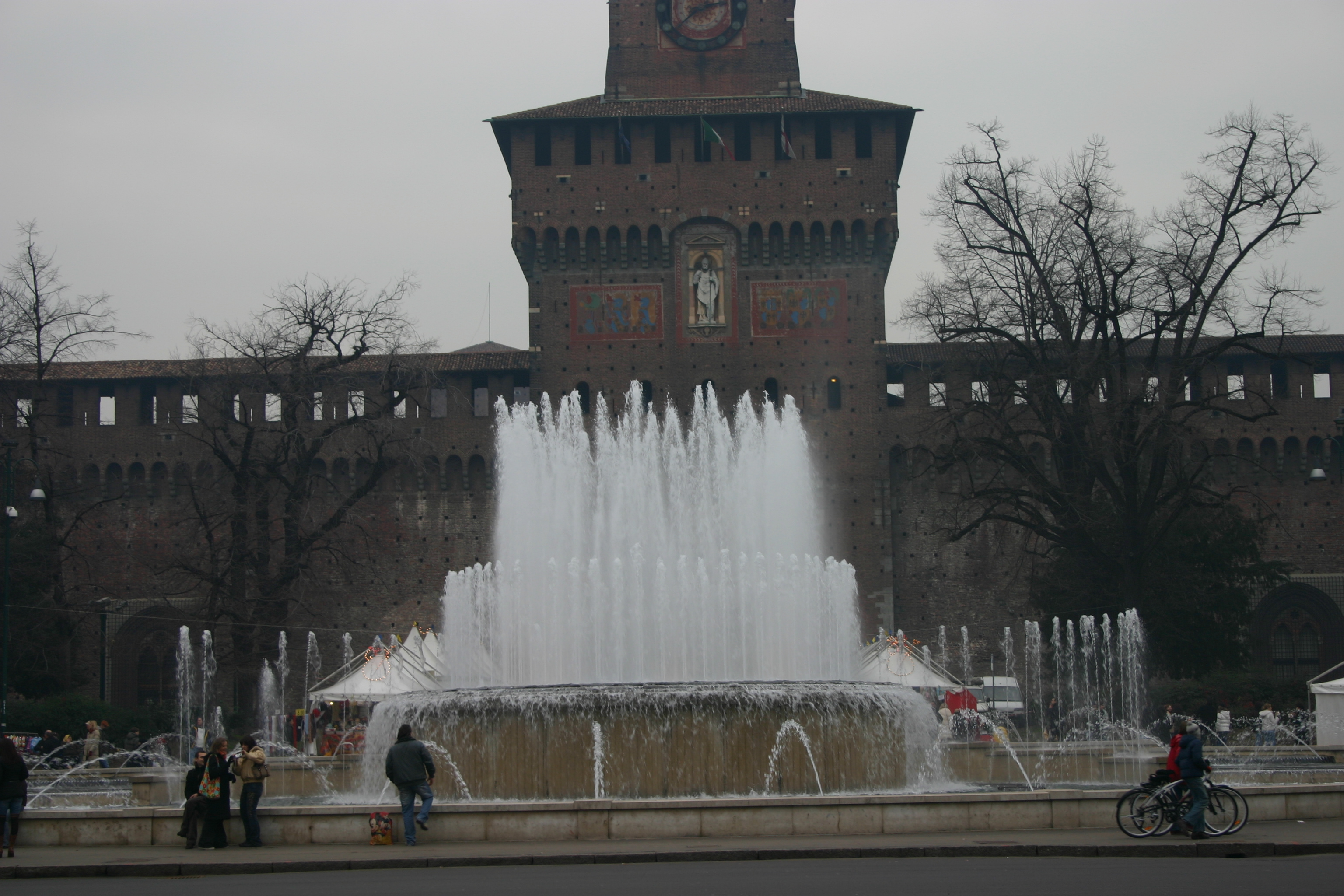
A vár előtti szökőkút

A Castello Sforzesco (Sforza-vár) Milánó egyik legjelentősebb építészeti alkotása. A 15. században épült hatalmas, négyzet alaprajzú építmény egykoron a milánói hercegek rezidenciája volt. Korábban Castello di Porta Giovia néven volt ismert, a középkori városfal egyik kapujáról nevezték el, amelynek a közelében állt. Mai nevét a 19. század eleji restaurálások során kapta, amikor az építmény a város tulajdonába került.

## Története
Az első erődítményt a városban 1368-ban emeltette Galeazzo Visconti. Utóda, Gian Galeazzo 1392 és 1396 között kibővítette ezt, és új építményeket kapcsolt hozzá. Ez az épületegyüttes volt a citadella. Ez nagyjából a mai Corte Principale nevet viselő udvar helyét foglalta el. Giovanni Filippo Visconti idején, 1412-ben lett a vár a hercegek rezidenciája. A herceg további bővítéséket végeztetett el rajta, azonban halála után (1447), amikor a rövid életű köztársaság vette át a hatalmat a városban, az egész építményt lerombolták. Újjáépítését (I.) Francesco Sforzának köszönheti, aki az utolsó Visconti leányát, Maria Biancát vette feleségül, és akit a milánói nép, megelégelve a köztársaság tehetetlenségét, felszabadítójaként üdvözölt (1450). A vár, amelyet Sforza elsősorban védelmi céllal építtetett újjá, egyre inkább királyi palotához kezdett hasonlítani, és méltó uralkodói rezidenciává vált. A herceg Pietro Averlino Filaretét bízta meg az építkezéssel, de ő főként a középső torony és a főhomlokzat kialakításával törődött. Benedetto Ferrini nevéhez kapcsolódnak a díszlépcső, a Portico dell’Elefante, a Corte Ducale kápolnája és a Rochetta záróoldalának megépítése. De más építészek is, mint Giovanni da Milano, vagy Bartolomeo Gadio is jelentős részt vállaltak a munkából.
1466-ban, amikor Francesco Sforza meghalt, a vár már stratégiai rendeltetésének minden tekintetben megfelelt. Fia, Galeazzo Maria főként lakóhelyiségek kialakítását tűzte ki célul, ez a rész a mai Corte Ducale. Kiváló festők és szobrászok, mint például Bonifacio Bembo, Constantino da Vaprio, Stefano di Fedeli, Giovanni di Montorfano és Constantino Vismara vettek részt a vár díszítésében. Galeazzo Maria nemsokára orgyilkosság áldozata lett, és amikor a még gyámság alatt álló, kiskorú Gian Galeazzo került hatalomra, szükségessé vált a vár további megerősítése. A Rochettát például újabb őrtoronnyal bővítették, de ezalatt a művészi továbbfejlesztés szünetelt. Ez volt tehát a helyzet, amikor a fiatalon elhunyt Gian Galeazzo nagybátyjának, az il Moro melléknevet viselő Ludovicónak, a nagy Francesco negyedik fiának kezébe került a hatalom (1494).
Ludovico il Moro herceg idejében a Sforza-vár a reneszánsz kor legragyogóbb, legelegánsabb és legművészibben berendezett hercegi székhelyeinek egyike lett, hasonlatos a Mediciek vagy a Gonzagák udvarához. A herceg érdeme, hogy ebben az időben nemcsak a képzőművészetek, de az irodalom, a zene és a tudományok is virágzásnak indultak. A kor számos zseniális művésze közül itt dolgozott Leonardo da Vinci (Sala della Asse és Saletta Negra), valamint Donato Bramante (Ponticella di Lodovico, Cortile della Rochetta) és mellettük még sok más kiváló művész is. Alkotásaikból azonban a későbbi átalakítások és pusztítások miatt kevés maradt az utókorra.
1499-ben a pompás rezidencia Gian Giacomo Trivulzio marsall birtokába jutott, aki Ludovico il Morót – francia csapatok segítségével – megfosztotta hatalmától. Az utolsó Sforza ivadékok (Massimiliano, II. Francesco) és a franciák kezén a vár elvesztette pompáját, ragyogását, a spanyol uralom alatt a dóm melletti Palazzo di Corte Vecchia vált rezidenciává. 1521-ben lőporrobbanás következtében a kaputorony súlyosan megrongálódott.
A Sforza-vár megerősített katonai objektum maradt, és össze volt kötve a Ferrante Gonzaga által 1552-ben kiépített városfallal. 1707-ben a spanyoloktól az osztrák csapatok hódították el. Lombardia felszabadítása után kaszárnyának használták, és az is maradt az 1893. évi nagyarányú restaurálásig. Ezt a feladatot Luca Bertrami végezte. A kaputornyot csak 1905-ben állították teljesen helyre, régi tervek, vázlatok alapján. A második világháborúban is súlyosan megsérült, de sikeresen helyreállították, és termeit múzeummá rendezték be.

## Építészeti jellegzetességei

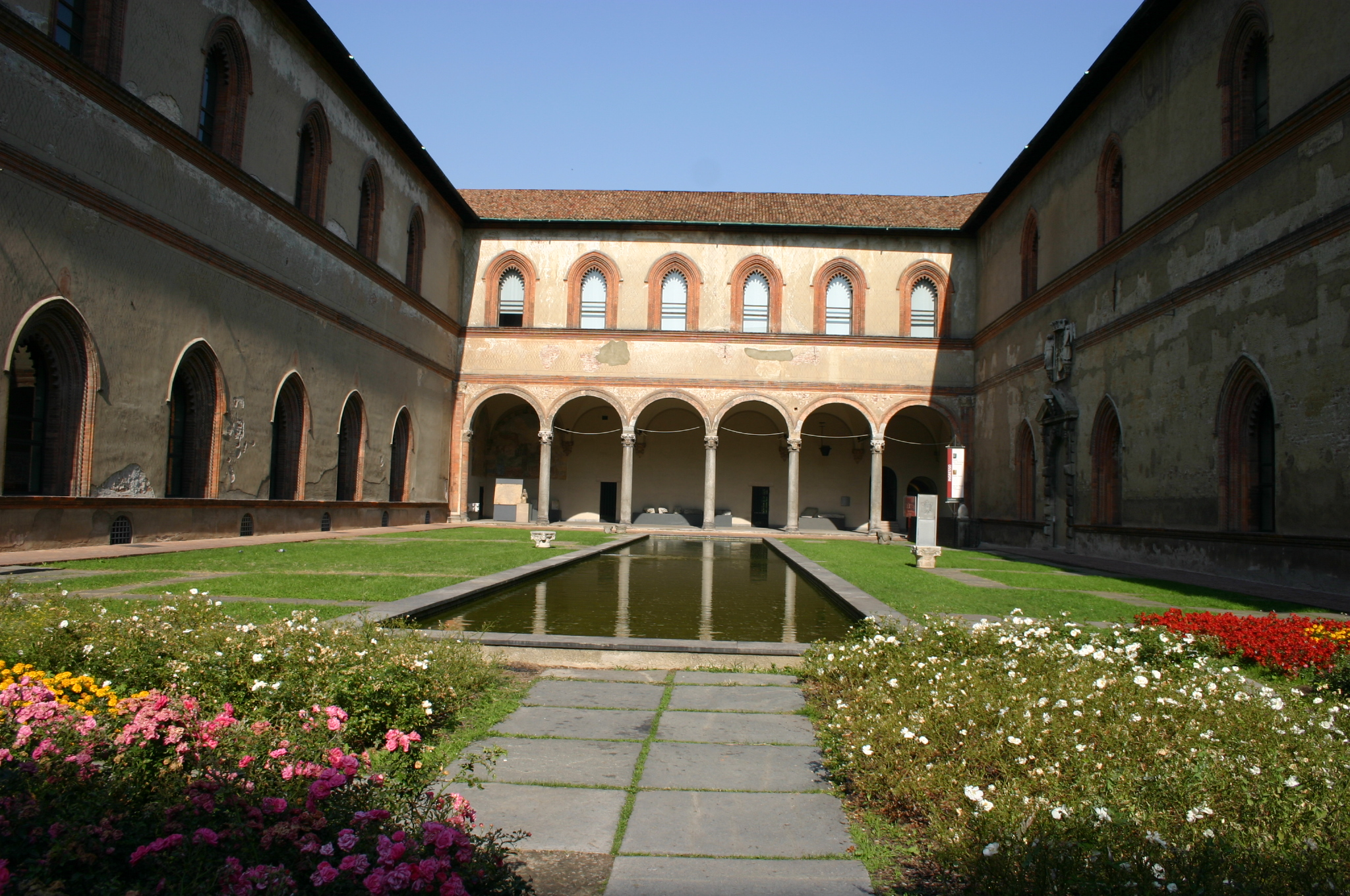
A Corte Ducale

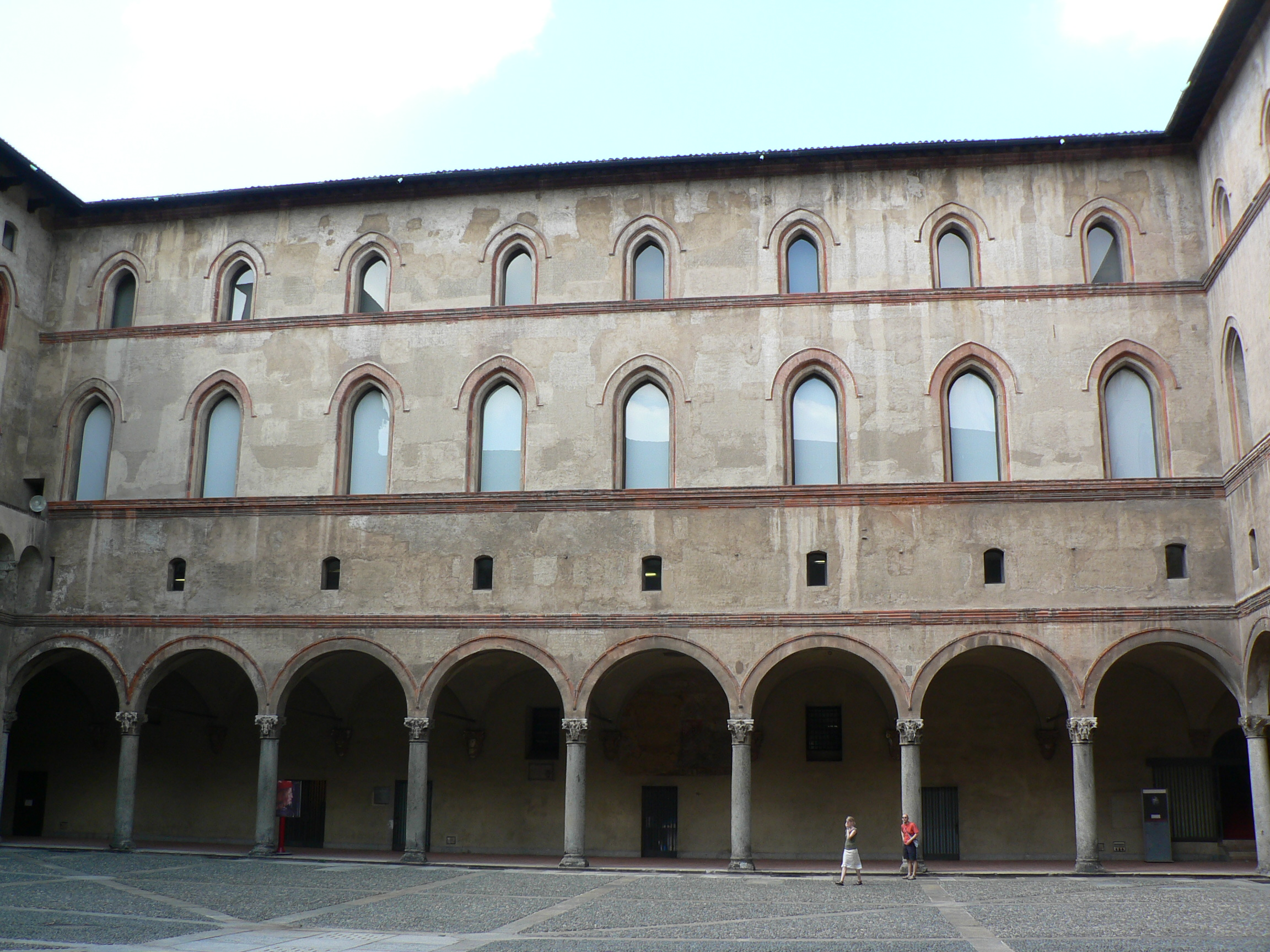
A Rochetta

A Castello Sforzesco város felé néző homlokzatát uraló torony a Torre Umberto Primo, de Torre del Orologiónak (Óratorony) is nevezik vagy építője után Torre Filaretének. I. Francesco Sforza adott megbízást a 70 m magas torony építésére Pietro Averlino Filaretének. Ő építette a meglevő torony utolsó két szintjét és a konzolokon nyugvó, lőrésekkel ellátott, gyilokjáróval koszorúzott kis kupolát. A kapu feletti egykori Sforza-címert Umberto királyt ábrázoló domborművel cserélték fel. A tornyon azonban a város védőszentjének, Szent Ambrusnak domborműve mellett látható mind a hat Sforza herceg címere is.
A vár főkapuja, a Porta del Filarete a tornyon keresztül vezet az első nagy udvarba, a Corte Principaléba, illetve a földszinti termekhez. Az oldalfalakon és a hátsó homlokzaton a jellegzetes pártás oromzat vonul végig. Nagy, téglakeretes, gótikus ablakok kettős sora tagolja a falakat. A négyzet alaprajzú komplexum két oldalán is nyílik egy-egy felvonóhidas kapu: a bal oldalon a Porta di Santo Spirito és a jobb oldalon a Porta dei Carmini. Baloldalt ma is láthatók a Rivellino (Elősánc)romjai; ez a várat a külső falakkal kötötte össze. A jobb oldalon pedig a Ponticella del Bramante vagy Ponticella del Lodovico (Bramante, illetve Lodovico hidacskája) íveli át a vár körüli árkot; valamikor ez is a külső fallal teremtett összeköttetést. A hátsó homlokzatról a Torre Castellana néz a park felé és díszes kapuzat, a Porta del Barchio töri át. A külső fedett bástyafolyosót (Strada Coperta) helyenként kis ablakocskák világítják meg, s össze volt kötve a még csak részben feltárt titkos föld alatti folyosókkal.
A Corte Ducale a vár történetében viszonylag ritka, nyugodt időszakoknak rezidenciája volt. Az épületkomplexum jobb hátsó traktusát foglalja el. A Cortile delle Miliziéből a Corte Ducale udvarába és termeihez az egykori Porta Giova helyén emelt kapuépületen át lehet bejutni, amelyet a Sforzák címere és egy ismeretlen lombardiai festő 1470–1480 körüli Keresztrefeszítés című freskója díszít. Balról az épületet hatalmas fal választja el a Rocchettától. A belső udvar, a Cortile della Corte Ducale. A jobb oldali falat szép kapuzat díszíti, amelyet 1555-ben feltehetően az egyik spanyol kormányzó készíttetett. A hátsó oldalon végigfutó árkádos folyosót freskója után Portico dell’Elefanténak nevezik. 1473-ban a firenzei Benedetto Ferrini építette, akinek nevéhez a széles díszlépcső megépítése, a Scala d'Onore is fűződik. Ezen keresztül a nemesurak annak idején fellovagolhattak a vár belsejébe.
Szemben a Corte Ducaléval a Rocchetta egy kis vár volt önmagában, amelyet belülről a végsőkig lehetett védelmezni. A komplexum bal hátsó részét foglalja el. 36 m magas tornyát, amely a Torre di bona di Savoia nevet kapta, Galeazzo Visconti özvegye építtette 1476–1477-ben. A munkálatokat Ferrini kezdte el és Bramante fejezte be. Kis udvara, a Cortile della Rocchetta. A Cortile delle Milizie felől nyíló kapuját feltehetően Filarete alkotta. Az udvart övező árkádsor falait a Viscontiak és a Sforzák címerei díszítik. Bal hátsó saroktornyát a Torre del Castellót, Torre del Tesorónak is nevezték, mert ebben volt a kincseskamra. Ennek ékessége egy 15. századi Bramante-freskó, A százszemű Árgus. A Rocchetta hátsó traktusát csaknem teljes egészében a Sala del Consiglio Ducale (Hercegi tanácsterem) foglalta el, ahol Ludovico il Moro tartotta tanácsüléseit.

## Múzeumok
A Castello Sforzesco ma múzeumoknak ad otthont:
- Museo d’Arte Antica – a Milánói Hercegség idejéből származó műalkotásokat valamint ókeresztény tárgyakat és relikviákat mutat be.
- Museo degli strumenti musicali – hangszermúzeum
- Museo della Preistoria e Protostoria – Milánó őskori emlékeit mutatja be.
- Museo di Storia Contemporanea – Milánó modernkori történetét mutatja be.
- Museo Egizio di Milano – ókori egyiptomi tárgyakat mutat be.

## Lásd még
- Parco Sempione - a vár mögötti park